# Hermann Kaulbach

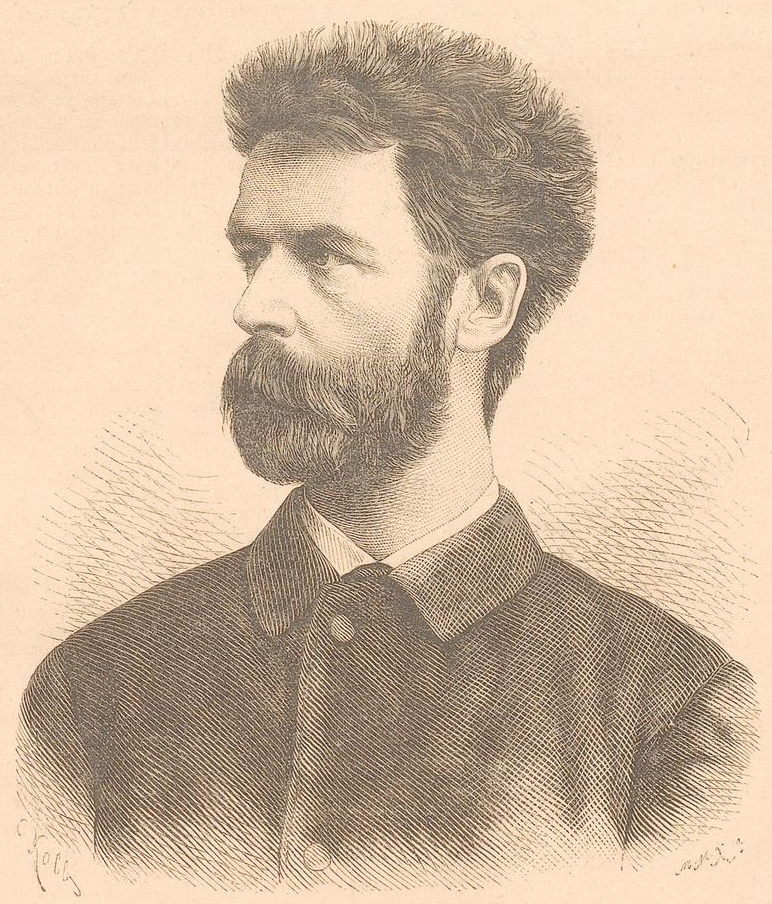
Hermann Kaulbach
Beilage zum Darmstädter Tagblatt, Nr. 11/1889

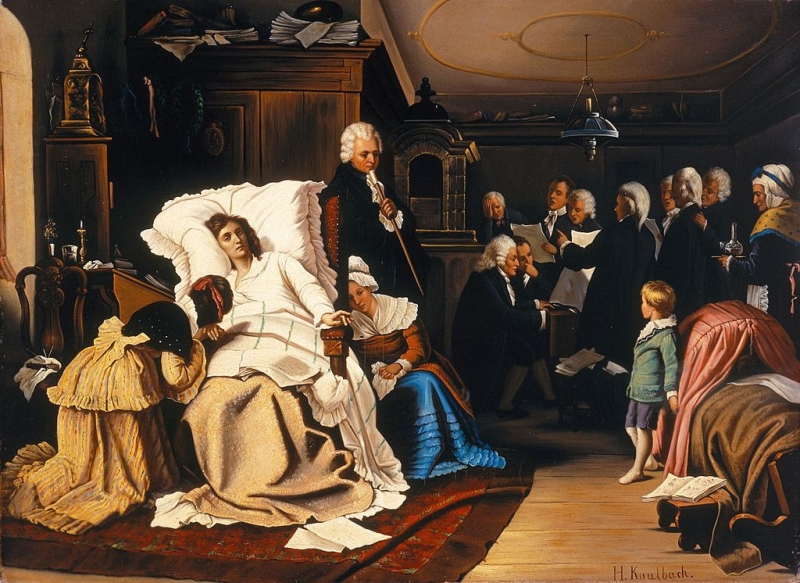
Hermann von Kaulbach: Mozarts letzte Tage, 1878 Städtische Galerie, Wien

Zeichnung Kind mit Topf

Hermann Kaulbach (* 26. Juli 1846 in München; † 9. Dezember 1909 ebenda) war ein deutscher Maler der Münchner Schule.

## Leben
Hermann Kaulbach stand im Gegensatz zu seinem Vater Wilhelm von Kaulbach (bayrischer Personaladel 1866) und seinem Cousin August von Kaulbach (bayerischer Personaladel 1884) der Adelstitel nicht zu, der den beiden vorgenannten für ihre Verdienste weniger als herausragende Künstler, sondern jeweils als Direktoren der Münchner Kunstakademie verliehen worden war. Nach den Schwestern Johanna und Marie als drittes Kind der Eheleute Wilhelm und Josephine Kaulbach, geborene Sutner, geboren, gefolgt von der jüngeren Schwester Josefa, wuchs Hermann in der 1844 von der Witwe des in München verstorbenen Schlachtenmalers Dietrich Monten in der Oberen Gartenstraße (heute Kaulbachstraße 15) erworbenen Villa auf, zu der ein großer Garten, ein zusätzliches Gartenhaus sowie ein weiteres Haus für Logiergäste in der Nachbarschaft gehörten.
Hermann besuchte zunächst die Elementarschule der Dompfarrei (Frauenschule). Die Geschwister wurden jedoch zusätzlich durch einen Hauslehrer, den Dichter Friedrich Wilhelm Güll, betreut. Jahre später hat Hermann Kaulbach eine Auswahl aus der „Kinderheimat“ illustriert, den Erzählungen für Kinder seines einstigen Lehrers. Das „Kaulbach-Güll-Kinderbuch“ erschien – als eine der letzten Arbeiten des Künstlers – 1910 in München. Bei Hermann selbst machte sich schon in frühester Jugendzeit eine ausgesprochen poetische Begabung bemerkbar. Seine Gedichte wurden aufgeschrieben und der Vater illustrierte sie.
Zum Schuljahr 1857/58 trat Hermann in die 1. Lateinklasse des Maximiliansgymnasiums in der Karmelitengasse ein; wegen schwacher Leistungen meldeten die Eltern ihn am 15. Februar 1859 noch vor Schuljahresende ab und schickten ihn in das „Bendersche Erziehungsinstitut“ der Brüder Karl und Heinrich Bender in Weinheim an der Bergstraße, wo er für weitere zweieinhalb Jahre die Lateinschule besuchte. Im Herbst 1861 trat der nunmehr 15-jährige in das Gymnasium in Nürnberg über und wohnte im Haus seines Schwagers, des Direktors der Nürnberger Kunstgewerbeschule, August von Kreling.
Während der Nürnberger Gymnasialzeit begann Hermann zu zeichnen und sich auch mit der Malerei auseinanderzusetzen, zweifellos angeregt von Kreling und der künstlerischen Atmosphäre in seinem Haus. Nach dem Abitur am Gymnasium in Nürnberg, 1865, folgte Hermann Kaulbach zunächst dem Wunsch der Eltern und begann an der Münchner Universität ein Medizinstudium, besuchte unter anderem jedoch auch die Vorlesungen in Physik bei Philipp von Jolly und in Chemie bei Justus von Liebig. Bereits zwei Jahre später wechselte er an die Münchner Kunstakademie und wurde nach kurzem Studium in der Antikenklasse am 31. Oktober 1868 von Carl Theodor von Piloty in dessen Kompositionsklasse aufgenommen.
1869 verkaufte er sein erstes Gemälde, das Stilleben mit Büchern, im Münchener Kunstverein – der Käufer war allerdings der eigene Vater. Ein ebenfalls 1869 entstandenes Historiengemälde Ludwig XI. im Gefängnis zu Peronne mit seinem Barbier und Minister Olivier le Daim, thematisch und künstlerisch ganz im Sinne des Lehrers aufgefasst, wurde 1870 in der „Ausstellung der Piloty-Schule zugunsten der Verwundeten“ (des Deutsch-Französischen Krieges) in München ausgestellt. Mit der Teilnahme an der „Ausstellung von Originalwerken deutscher Künstler“ 1871 in München zeigten sich weitere künstlerische und vor allem auch finanzielle Erfolge. So konnte am 3. Juni 1871 die Heirat mit der um vier Jahre jüngeren Sofie Schroll (1850–1920) stattfinden. Um 1880 erwarb Hermann Kaulbach ein Grundstück in Schliersee, wo er mit seiner Frau und den Kindern Robert, Dorothea und Sophie, genannt Beppina (sie heiratete den General Otto von Stetten), im eigenen Landhaus „Luginsland“ die Sommermonate verbrachte.
An der Kunstausstellung der Wiener Weltausstellung von 1873 war Hermann Kaulbach mit zwei Gemälden vertreten. Eines war die im Vorjahr entstandene Komposition Hänsel und Gretel bei der Hexe nach dem Märchen der Brüder Grimm. Das Bild wurde von dem Rigaer Kaufmann und Mitglied des Schwarzhäupterbundes, James Armitstead, erworben, der es 1880 ins Städtischen Museum Riga gab. Heute befindet es sich in der Sammlung des 1920 begründeten Rigaer Museums für ausländische Kunst.
Das zweite war das kurz vor der Ausstellung beendete, ebenfalls großformatige Bild Aus Mozarts letzten Tagen, das den sterbenden Komponisten bei der Aufführung seines Requiems zeigte. Für dieses Gemälde, das durch seine Nachbildung als Holzstich sehr populär wurde, wurde der Maler mit einer Medaille ausgezeichnet. 1874 vom Museum der Stadt Wien angekauft, befindet es sich noch heute in der Sammlung der inzwischen „Wien Museum“ benannten Institution. Weitere Kompositionen dieser Art waren [Johann] Sebastian Bach vor Friedrich dem Großen und seinem Hofe die Orgel spielend, ausgestellt im Münchner Glaspalast 1876, das fast 10 Jahre später entstandene Gemälde Lukrezia Borgia vor ihrem Vater tanzend (1882) und die Krönung des Leichnams der Hl.Elisabeth von 1886. Ersteres erwarb ein Sammler aus Mülheim an der Ruhr, letzteres kam in das Wiesbadener Kunstmuseum.
Die Lukrezia wurde für die Hamburger Kunsthalle angekauft, die das Bild 1910 als Leihgabe noch einmal in die Nachlassausstellung gab. „Das mit einem ungewöhnlichen Aufwand von Porträts, Kostümen und kulturhistorischen Studien sorgfältigst inszenierte Bild (Hamburg 1882) der von ihrem Vater Alexander, ihrem unbegreiflichen [sic!] Bruder Cesare Borgia, in Gegenwart des an allen italienischen Höfen und im Gefolge Kaiser Karls V. auch in Deutschland angestaunten bisamduftenden Bruders des türkischen Sultan Bajazet, dem sogenannten ›Kaiser Zosimus‹ (auch Gem, Dschem, Zizim) und dem ganzen päpstlichen Hofstaat tanzenden ‚Lucrezia Borgia‘, hielt sich im Rahmen einer meisterhaft komponierten Novelle, während die (1886 vollendete, zu Wiesbaden befindliche) ‚Krönung des Leichnams der 1231 verstorbenen wundersamen Thüringer Landgräfin Elisabet durch Kaiser Friedrich II. in Marburg‘ den zarten Mollton einer elegischen Dichtung atmete.“ In München war das Bild kurz nach seiner Vollendung im Odeon gezeigt worden, danach noch im selben Jahr in der Ausstellung des Vereins Berliner Künstler. Die Szene löste dort eine heftige, kontroverse Diskussion aus; eine weitere Ausstellung des Bildes im folgenden Jahr in Württemberg wurde von den dortigen Behörden verboten.
Einen eigenen Bereich innerhalb Kaulbachs Werk bilden die als Druckvorlage in Grisaille-Malerei ausgeführten Gemälde zu Werken Goethes (Goethe und Friederike in Sesenheim, Werther und Lotte, Gretchen in der Kirche), zu Gustav Freitags Roman „Die Ahnen“ (Immo und Hildegard, Anna Fabricius im Kreis der Landknechtskinder, Friderun als Himmelskönigin, Friderun und Ida) und die zwölf Szenen aus Opern von Ludwig van Beethoven, Wolfgang Amadeus Mozart, Giuseppe Verdi, Karl Maria von Weber, Richard Wagner und anderen. Ausgesprochen populär wurde er jedoch mit seinen in den 1880er und 1890er Jahren entstandenen Märchen-, Kinder-, Mönchs- und Narrenszenen. Zu ihnen gehören: Der Rattenfänger von Hameln (Museum Hameln), Kinder, vom Feuer fasziniert, 1894, Schelmenstreiche (Briefschreiber), Narrenleid, Narrenfreud (ein in den Block eingespannter Narr wird von einem Mädchen gefüttert), Narr, auf der Klarinette blasend, Schlafender Hofnarr, 1887, oder Des Narren Zahnweh.
Mit einem dieser Bilder war Kaulbach 1893 in der Kunstausstellung der Weltausstellung in Chicago vertreten: Mit dem Originaltitel Es war einmal zeigte es einen Narren, der Kindern – Kaulbachs eigene Kinder sollen als Modelle gedient haben – Märchen erzählt. Kaulbachs Aufenthalte in Venedig, 1880 und 1891 in Rom und – vor allem nach 1900 – in Südtirol, schlugen sich in Bildtiteln wie Interieur aus dem Dogenpalast in Venedig (1873), Franziskanerkloster in Bozen (1874) und An der Via Appia in Rom (1880) zahlreichen kleinformatigen, meist skizzenhaft ausgeführten Bildern wie Der Geist des Ritters Heinrich von Kühpach (1889), In einem Tiroler Hinterhof bei Eppan (1907) oder Tiroler Bauernküche (1908) nieder. Neben Selbstbildnissen und den Bildnissen der Frau und der Kinder führte er auch Porträts bekannter Persönlichkeiten aus, darunter das des Philosophen Voltaire, des Grafen Aloys von Arco-Stepperg und seiner 2. Frau, Pauline, geborene Oswald (1851–1802), des Schauspielers Felix Schweighofer (1895) und des Botanikers und Nilforschers Georg Schweinfurth (1895).
Hermann Kaulbach erhielt zahlreiche Ehrungen, darunter die der Berliner Kunstausstellung von 1886, der Weltausstellung in Chicago 1893 und 1901 der Internationalen Kunstausstellung in München. 1887 wählte ihn die Akademie der bildenden Künste in München zu ihrem Ehrenmitglied; 1889 wurde er zum Titular-Professor ernannt.
In Bad Arolsen befindet sich das Geburtshaus seines Vaters. Neben den Werken des Vaters sind im Museum Bad Arolsen auch seine Werke zu besichtigen. Ein Teil seiner Briefe und sonstigen Korrespondenzen ist im Deutschen Literaturarchiv Marbach verwahrt.
Hermann Kaulbach verstarb am 9. Dezember 1909 in München, erst 63 Jahre alt, kurz nach dem Tod des einzigen Sohnes, Robert.

## Grabstätte

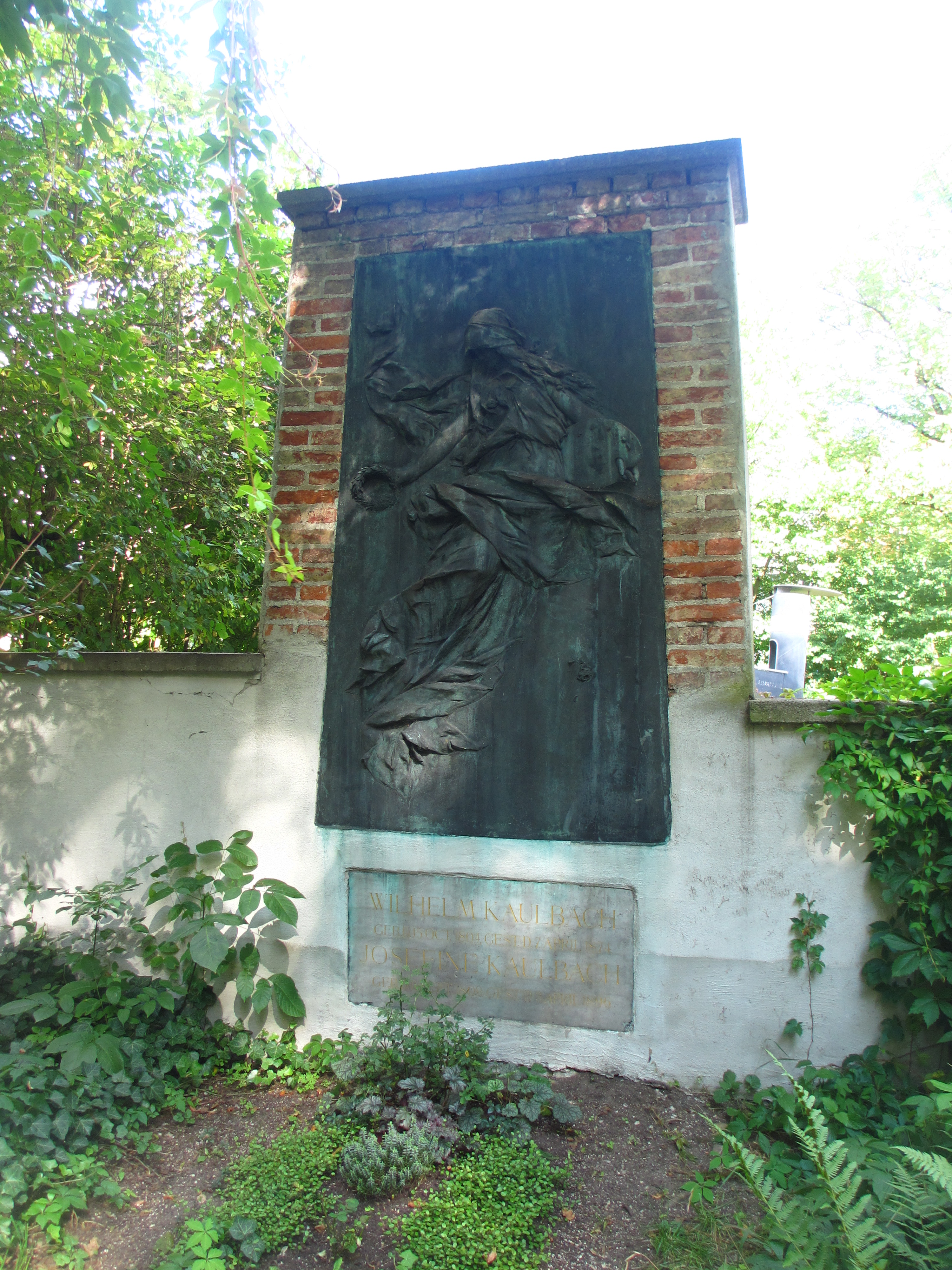
Grab von Hermann Kaulbach auf dem Alten Südlichen Friedhof in München

Die Grabstätte von Hermann Kaulbach befindet sich auf dem Alten Südlichen Friedhof in München (Mauer Links Platz 280 bei Gräberfeld 11) Standort. In dem Grab liegen auch Hermanns Ehefrau die Kupferstechers-Tochter Sophie Kaulbach geb. Schroll (* 21. Dezember 1850 in Nürnberg; † 23. November 1920), sein Vater Wilhelm von Kaulbach und seine Mutter Josefine von Kaulbach geb. Sutner (* 11. September 1809; † 3. April 1896).
Die monumentale Bronzeplatte, die die Kriegszerstörungen am Grabmal überstanden hat, stammt von Lorenz Gedon, den Hermann Kaulbachs Mutter beauftragt hatte.

## Rezeption
Kaulbachs Ölgemälde galten Publikum, wie auch der offiziellen Kunstkritik, als „… interessante Gestaltung historischer Stoffe, die namentlich in der raffinierten Behandlung des Nebensächlichen liegt, während der Hauptinhalt weniger bedeutungsvoll hervortritt“. Doch der Maler war nicht unumstritten: sein Bild von Lucrezia Borgia wurde von der Kritik als „… zu lüstern“ rundweg abgelehnt und seine Krönung der heiligen Elisabeth durch Kaiser Friedrich II. von Hohenstaufen wurde abfällig als „Kostümmalerei“ abgetan.

## Eigene Schriften
- Alte und neue Kostüme, Essay, in: Münchner Neueste Nachrichten, 8. Januar 1910
- Der Nachlass Hermann Kaulbachs in der Bayerischen Staatsbibliothek München enthält Gedichte Kaulbachs aus seiner Kindheit,

Tagebücher für die Jahre 1867/68 und 1871–1874, Briefe des Knaben Hermann an seine Mutter und an seine Erzieherin, Briefe der Mutter Josephine Kaulbach an ihren Sohn, und weitere Familienbriefe.

## Veröffentlichungen
- Hermann Kaulbach-Album (Text: A.Mayer-Bergwald), Weise, Stuttgart 1898
- Kaulbach, Hermann und E. Förster: Schiller-Gallerie: Verlagsanstalt für Kunst und Wissenschaft (vormals Bruckmann), um 1900
- Hermann Kaulbach: Bilderbuch. Mit 45 Bildern von Professor Hermann Kaulbach in München und einem Porträt des Künstlers (Text von Adelheid Stier), Union Deutsche Verlagsgesellschaft, 1. Auflage. 1906
- Kleine Leute: Ein Kaulbach-Büchlein: Bilder von Hermann Kaulbach, Verse von Klara Meister: Carl Hirsch, Konstanz/Kreuzlingen, um 1931

Beiträge zu:
- Album deutscher Lyrik. C. F. Amelang, Leipzig 1883/1904
- Die schönsten Märchen und Heldensagen der Vorzeit. Neff, Stuttgart 1884
- Neue Kinder- und Hausmärchen. Stuttgart 1892
- Album für Deutschlands Töchter. E. F. Amelang, Leipzig 1893
- Philipp Graf zu Eulenburg-Hertefeld: Drei Märchen. Hanfstaengl, München 1898
- Münchner Künstler-Bilderbuch für Jung und Alt. Verlag der Jugendblätter C. Schnell, München 1905
- Durch die Welt voller Wonne und Jugendlust! Carl Hirsch, Konstanz 1907
- Gartenlaube-Bilderbuch, Union, Stuttgart 1910

## Werke (Auswahl)
- Selbstbildnis: Chemnitz, Städtische Kunstsammlungen, Inv.Nr. 30
- Schauspieler Felix Schweighofer; 1895: Dresden, Galerie Neue Meister, Inv.Nr. 2412A
- Weihnachtsbaum mit Engeln: Dresden, Galerie Neue Meister, Inv.Nr. 89143
- Schuster in der Werkstatt: Gießen, Oberhessisches Museum
- Ein junges Mädchen: Hamburg, Kunsthalle, Inv.Nr. 2807
- Lucrezia Borgia (1882): Hamburg, Kunsthalle, Inv.Nr. 2328
- Der Rattenfänger von Hameln: Museum Hameln, Inv.Nr. 054
- Bildnis Anton Bruckner, 1885: Linz, Oberösterreichische Landesmuseum – Schlossmuseum, Inv.Nr. Slgn. G 297[15]
- Franziskanerkloster in Bozen, 1874: München, Neue Pinakothek.
- An der Grabstätte des Freundes: München, Neue Pinakothek (lt. Meyers Großes Konversations-Lexikon, Bd. 10, Leipzig 1907, S. 780–782)
- Der Schauspieler Esslair als Wallenstein (d. i. Ferdinand Esslair): München, Städtische Galerie im Lenbachhaus
- Malender Mönch, 1873/74: Nürnberg, Germanisches Nationalmuseum, Inv.nr. Gm 503; Abb.: Marburger Archiv (online)
- Spielende Kinder in einer Hofecke, um 1895; Kreidezeichnung: Nürnberg, Germanisches Nationalmuseum, Inv.nr. Hz 5880-606; Abb.: Marburger Archiv (online)
- Hänsel und Gretel bei der Hexe nach dem Märchen der Gebrüder Grimm: Rigaer Museums für ausländische Kunst
- Mädchen: Museum der Stadt Rosenheim, Inv.Nr. 198
- Musizierender Mönch mit singenden Kindern, 1895/1900: Schweinfurt, Museum Georg Schäfer, Inv.Nr. MGS 311
- Tod und Krönung der Hl. Elisabeth, 1886: Wiesbaden, Kunstmuseum; Abb. als Holzstich in: Fr. Pecht 1888
- Mozarts letzte Tage: Wien, Wien-Museum
- Bildnis Magda Duncklenberg, 1908: Wuppertal, Von der Heydt-Museum
- Wehrstand erhält's, Lehrstand verwalt's, allegorisches Gemälde im 3. Obergeschoss des Neuen Rathauses in München[16]

- Künstlerfächer; Gemeinschaftsarbeit, 1883; München, Stadtmuseum; Inv.Nr. 56/12 (Ausst.-Kat. „125 Jahre Bayerischer Kunstgewerbeverein“, München, Stadtmuseum 1979, Nr. 611)
- Künstlerfächer; Ballspende der Münchner Künstler für den „Dienstbotenball 1901“, litogr. Druck auf Pappe (mit G. Max, E. Grützner, W. v. Diez, F. v. Uhde, J. Wopfner, K. Raupp, A. Braith, F. Defregger, H. v. Habermann, F. v. Stuck; München, Stadtmuseum); Inv.Nr. 44/864/14 (Ausst.-Kat. „125 Jahre Bayerischer Kunstgewerbeverein“, München, Stadtmuseum 1979, Nr. 612, Abb. S. 266)

München, Stadtmuseum (Joseph Maillinger: Bilder-Chronik der Königlichen Haupt- und Residenzstadt München: Verzeichniss einer Sammlung von Erzeugnissen der graphischen Künste zur Orts-, Cultur- und Kunst-Geschichte der bayerischen Capitale vom fünfzehnten bis in das neunzehnte Jahrhundert. München, III (1876), Nr. 463, 2670, 2671, 2672; IV (1886): Nr. 2572, 3405):
III.463: Theaterzettel des akad. Gesangvereins: Massliebchen und Dieter, ein operirtes Märchen von Costa. Musik von Heurung; ill. von Hermann Kaulbach 1868. Lith.Fol.
III.2670: Brustbild eines Mönches im Profil nach links, bez.: H. Kaulbach 1874. Kl.4, Bleistift
III. 2671: nach Hermann K.: Am Beichtstuhl, rad. von Wilh. Schmidt. Gr.Fol.
III.2672: Hänsel und Grethel, 1872; Holzschnitt von L. Ruff. Fol.
IV.2572: Der Kampf des liberalen Drachen. Persiflage auf die liberale Wahlniederlage am 31. Juli 1878
IV.3405: Seemanns Daheim. Lichtdruck von Römmler & Jonas in Druck nach einer getuschten Bleistiftzeichnung.

## Ausstellungen
- Hermann Kaulbach. Nachlass-Ausstellung: Januar 1911 / Kunstsäle Louis Bock & Sohn, Hamburg, Hamburg: Schroeder, 1911. – 4 Bl. (Seite nicht mehr abrufbar, festgestellt im Juni 2018. Suche in Webarchiven)
- Werke von Wilhelm Camphausen und Hermann von Kaulbach. Königliche National-Galerie, Berlin 1885 (Ausstellung vom 15. Okt. bis 30. Nov. 1885)
- Birgit Kümmel, Katja Schimanski (Vorw.): Kinderwelten der Malerdynastie Kaulbach. Museum Bad Arolsen, Bad Arolsen 2003, ISBN 3-930930-11-0.